# Andora na Letnich Igrzyskach Olimpijskich 1984
Andorę na Letnich Igrzyskach Olimpijskich 1984 reprezentowało dwóch zawodników.

## Reprezentanci

### Strzelectwo
mężczyźni
- trap mieszany: Joan Tomas – 26. miejsce
- trap mieszany: Francesco Gaset – 28. miejsce